# H.235
H.235 標準 定義了 H.323 和其它 H.245 終端設備的安全與加密特性。它是由 ITU-T 所制定的。
標準使用了數種演算法來處理驗證與私密問題，包括 Diffie-Hellman 金鑰交換法。私密性意指包括資料與媒體流的加密。
標準並規定 H.235 附錄 D (Annex D) 是一個 H.235 相容實作的最低要求。附錄 D 定義了認證與完整性，又被稱為基本安全規範 (Baseline Security Profile)。
一個實作附錄 D 功能的 H.323 Gatekeeper 能確保僅有受信任的 H.323 終端才能取得該 gatekeeper 的服務。